# Eriocaulon mangshanense
Eriocaulon mangshanense là một loài thực vật có hoa trong họ Cỏ dùi trống. Loài này được W.L.Ma mô tả khoa học đầu tiên năm 1991.